# بابونه کپکی
بابونه کپکی (نام علمی: Anthemis fungosa) نام یک گونه از سرده بابونه است.